# شهرستان بان‌کوم (کارولینای شمالی)
شهرستان بان‌کوم (به انگلیسی: Buncombe County) یک سکونتگاه مسکونی در ایالات متحده آمریکا است که در کارولینای شمالی واقع شده‌است.

## خصوصیات
شهرستان بان‌کوم ۱٬۷۰۹٫۴ کیلومترمربع مساحت دارد.